# Le pèlerinage de Lourdes

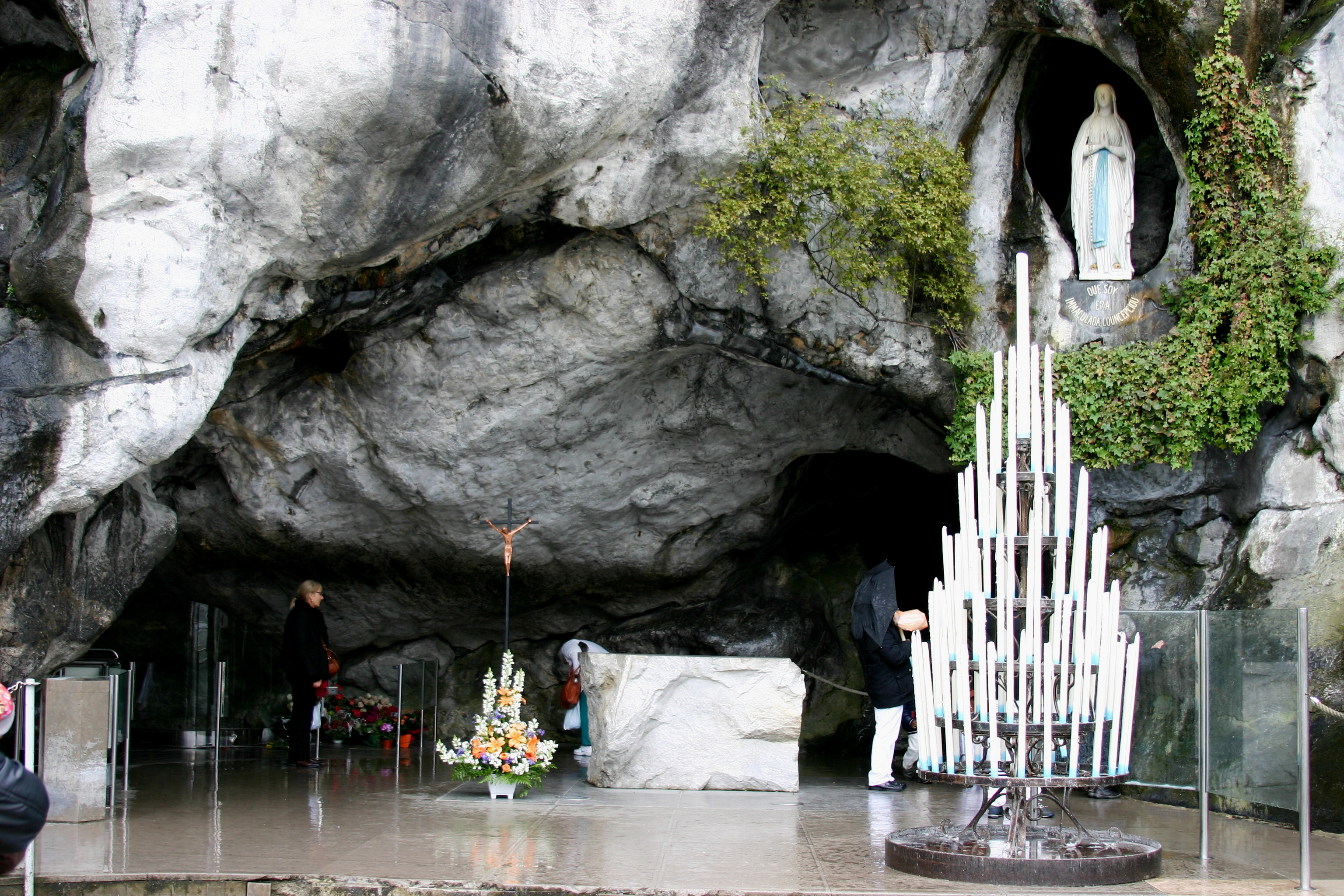
Die Grotte von Massabielle

In der Enzyklika Le Pèlerinage de Lourdes (frz.: Die Wallfahrt von Lourdes) vom 2. Juli 1957 nimmt Papst Pius XII. den „100. Jahrestag der Erscheinung der Gottesmutter in Lourdes“ zum Anlass, „vor dem Materialismus zu warnen“. In seinem Rundschreiben wandte er sich an das französische Episkopat und erinnert an seine persönliche Pilgerfahrt nach Lourdes.

## Über die Erscheinung
Im umfangreichen ersten Teil beschreibt Pius XII. die Entstehungsgeschichte des Wallfahrtsortes Lourdes und die erste Erscheinung der Mutter Gottes. Er erklärt die Bedeutung dieser Ereignisse, lobt das fromme Leben der „Bernadette von Lourdes“ und weist auf die Verehrung und Förderung der Stätte hin. Seine Vorgänger und er selbst seien glühende Verehrer der Jungfrau Maria, so schreibt er, dieses habe sich auch an den Pilgerfahrten einiger Päpste gezeigt.

## Über den Materialismus
Den zweiten Teil nutzt Pius XII. dazu, vor dem zunehmenden Materialismus zu warnen, und beklagt, dass dieser verheerenden Schaden hervorruft.  Es schreibt weiterhin, der Materialismus finde seinen Ausdruck im übermäßigen Wunsch nach Bequemlichkeit und der Abwendung vom frommen Leben. Weiterhin ermutige diese Lebensform zur hemmungslosen Suche nach Vergnügen und Unterhaltung.
Im Schlussteil ruft der Papst alle Kleriker und Katholiken auf, nach Lourdes zu pilgern, um sich den Beistand und die Hilfe der Mutter Gottes zu erflehen.